# Herluf Bidstrup
Pour les articles homonymes, voir Bidstrup.
Herluf Bidstrup, né le 10 septembre 1912 à Berlin et mort le 26 décembre 1988 à Allerød, est un caricaturiste, illustrateur et affichiste danois, communiste militant, dont les productions ont été largement diffusées dans le monde communiste, particulièrement en URSS où, « chaque famille possédait un livre de [lui] ».

## Éléments biographiques
Formé à l'Académie des Beaux-Arts de Copenhague entre 1931 et 1935, il travaille ensuite pour la presse sociale-démocrate et le titre éponyme suédois Social-Demokraten. Au lendemain de la Seconde Guerre mondiale, il travaille pour le journal communiste danois Land Og Folk où ses dessins sont publiés quotidiennement jusqu'à la disparition du journal en 1982. 
Si sa notoriété décline dans son pays d'origine, par sa collaboration au magazine satirique soviétique Krokodil où il croque notamment les américains de manière féroce,, il est littéralement adulé par des générations de lecteurs soviétiques. Son travail est également fort apprécié dans les pays du Bloc de l'Est, notamment en Allemagne de l'Est, mais également en Chine. 
Affichiste et dessinateur prolifique, au-delà de son travail de caricaturiste, il s'est notamment attaché à dessiner des épisodes de la vie quotidienne et l'évolution des coutumes publiés dans des albums de dessins de voyages. Il a également illustré de dessins érotiques une édition du Décaméron de Boccace . 

## Postérité
L'astéroïde (3246) Bidstrup découvert en 1976 par Nikolaï Tchernykh a été dénommé en son honneur. 

## Distinctions
- 1963 : Prix Lénine pour la paix
- 1974 : Membre honoraire de l'Académie russe des beaux-arts